# 上海海湾国家森林公园
上海海湾国家森林公园位于中华人民共和国上海市奉贤区海湾镇随塘河路1677号，在五四农场内，是国家4A级旅游景区。公園內有华东最大梅园。

## 简介
海湾国家森林公园建于1999年，占地16000亩，其中85公顷为水域。公园内有树木420多万株，分为3个旅游区域，分别是游乐活动区、水上活动区、文化观赏区。